# Яловенко Роман Русланович
Роман Русланович Яловенко (нар. 8 лютого 1997) — український футболіст, нападник донецького «Олімпіка».

## Життєпис
Вихованець ДЮСШ «Атлет» (Київ). З 2014 по 2019 рік виступав за дублюючі склади донецького «Металурга», кам'янської «Сталі» та донецького «Шахтаря». У 2019 році захищав кольори «Авангарду» (Бзів) у чемпіонаті Київської область. Наприкінці лютого 2020 року став гравцем «Чорноморця». В одеському клубі отримав футболку з 77-м ігровим номером.
25 червня 2020 року дебютував за першу команду одеського «Чорноморця» в матчі чемпіонату України 2019/20 серед команд першої ліги проти клубу «Волинь» (Луцьк), коли він на 80-й хвилині замінив Максима Брагару, і протягом чотирьох хвилин забив свої перші два голи у складі одеської команди. «Sport Arena» в співпраці з компанією «Wyscout» назвала Яловенко, який забив за 11 ігрових хвилин матчу з «Волинню» два голи, «джокером» 20-го туру першої ліги сезону 2019/20.

## Статистика
| Сезон   | Клуб                  | Ліга                        | Чемпіонат | Чемпіонат | Кубок | Кубок | Першість дублерів | Першість дублерів |
| Сезон   | Клуб                  | Ліга                        | Ігри      | Голи      | Ігри  | Голи  | Ігри              | Голи              |
| ------- | --------------------- | --------------------------- | --------- | --------- | ----- | ----- | ----------------- | ----------------- |
| 2014/15 | «Металург» (Донецьк)  | Прем'єр-ліга                | 0         | 0         | 0     | 0     | 10                | 2                 |
| 2015/16 | «Сталь» (Кам'янське)  | Прем'єр-ліга                | 0         | 0         | 0     | 0     | 24                | 9                 |
| 2016/17 | «Шахтар» (Донецьк)    | Прем'єр-ліга                | 0         | 0         | 0     | 0     | 16                | 5                 |
| 2017/18 | «Шахтар» (Донецьк)    | Прем'єр-ліга                | 0         | 0         | 0     | 0     | 22                | 3                 |
| 2018/19 | «Шахтар» (Донецьк)    | Прем'єр-ліга                | 0         | 0         | 0     | 0     | 11                | 4                 |
| 2019    | «Авангард» (Бзів)     | Чемпіонат Київської області | 1         | 2         | 1     | 0     | 0                 | 0                 |
| 2019/20 | «Чорноморець» (Одеса) | Перша ліга                  | 11        | 3         | 0     | 0     | 0                 | 0                 |
| 2020/21 | «Чорноморець» (Одеса) | Перша ліга                  | 5         | 1         | 0     | 0     | 0                 | 0                 |

## Особисте життя
Батько, Руслан Яловенко, також професіональний футболіст.